# Вудсајд (Пенсилванија)
Вудсајд (енгл. Woodside) насељено је место без административног статуса у америчкој савезној држави Пенсилванија.

## Демографија
По попису из 2010. године број становника је 2.425, што је 150 (-5,8%) становника мање него 2000. године.
| Група             | 2000.         | 2010.         |
| Белци             | 2.368 (92,0%) | 2.133 (88,0%) |
| Афроамериканци    | 48 (1,9%)     | 43 (1,8%)     |
| Азијати           | 113 (4,4%)    | 175 (7,2%)    |
| Хиспаноамериканци | 31 (1,2%)     | 50 (2,1%)     |
| Укупно            | 2.575         | 2.425         |